# Matrimonio infantil en Turquía

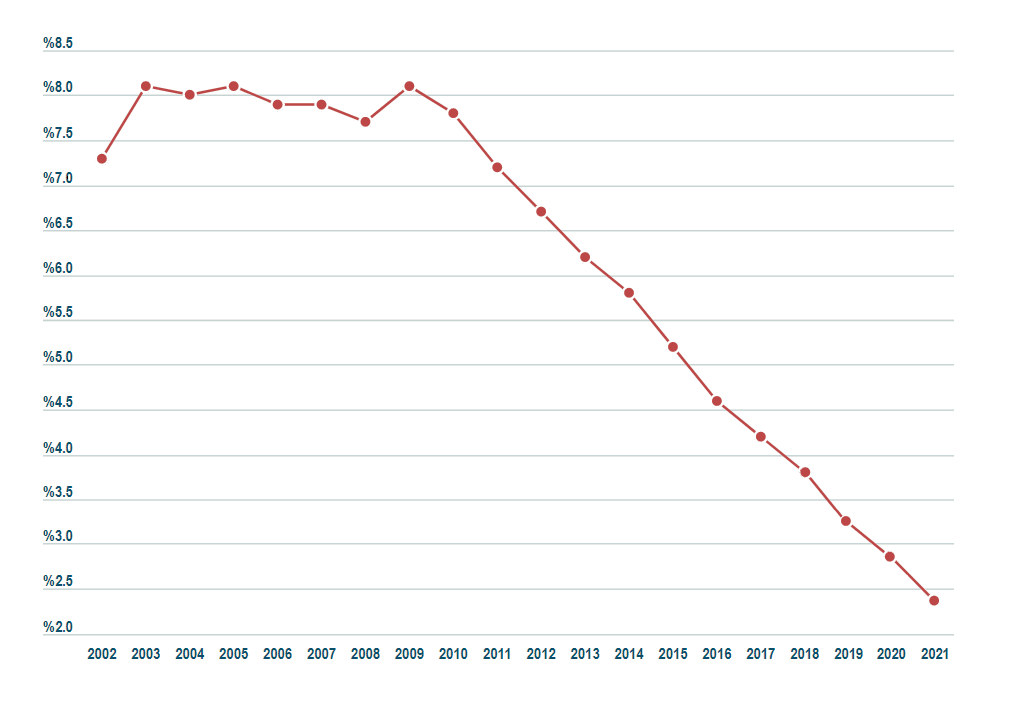
Matrimonios infantiles como porcentaje de todos los matrimonios

Aunque ilegal, el matrimonio infantil en Turquía sigue siendo frecuente, especialmente entre las familias con menos educación. Es un tema político controvertido y un tema de discordia entre los segmentos conservadores y liberales de la sociedad.

## Prevalencia y distribución
Un tercio de todos los matrimonios en Turquía son matrimonios infantiles y un tercio de las mujeres se casa por debajo de la edad de 18 años. Entre 2002 y 2014, 504.957 niños se casaron oficialmente a las edades de 16 y 17. Entre 2010 y 2013, esta cifra oficial fue 134,629. Los matrimonios infantiles afectan a las niñas de forma desproporcionada, unas 20 veces más que los niños; alrededor de 129,000 de los involucrados en matrimonios infantiles eran niñas, mientras que solo 6,000 eran niños. Los matrimonios infantiles que involucran niñas a menudo involucran niñas que son mucho más jóvenes que los niños en los matrimonios infantiles. En 2012, alrededor de 20,000 familias presentaron solicitudes de permiso para casar a sus hijas, que eran menores de 16 años.  Entre 2010 y 2013, hubo un aumento del 94% en el número de familias que solicitaron permiso para casar a sus hijas menores de 15 años. Según un informe de 2013 Hacettepe University apoyado por el gobierno turco, el 7,1% de todas las niñas de 15-19 años estaban casadas. El 26% de las mujeres entre las edades de 15 y 49 años informaron que fueron casadas cuando eran niñas. Se estima que el número real de matrimonios infantiles es mucho más alto que las cifras oficiales, ya que muchos matrimonios infantiles tienen lugar como matrimonios religiosos no oficiales, sin autorización estatal. Esta cifra disminuyó del 15.2% en 1998.
Los matrimonios infantiles tienen lugar en todas las regiones de Turquía. Sin embargo, las provincias donde las proporciones son mayores se concentran en Anatolia oriental y central. Según la investigación de la Universidad de Gaziantep, la proporción de matrimonios infantiles en la ciudad de Şanlıurfa es de alrededor del 60%, mientras que en İzmir, conocida por su cosmopolitismo, es de alrededor del 16-17%. Según el Instituto de estadística turco, las provincias siguientes tenían las proporciones más altas de matrimonio infantil en 2013 (todas entre 35% y 42%): Yozgat, Nevşehir, Niğde, Kahramanmaraş, Kilis, Muş, Siirt, Bitlis, Van, Unğrı, Kars y Ardahan.

## Consecuencias

### Educación
Según una investigación de la Universidad Gaziantep 2013, el 82% de las niñas casadas en Turquía son analfabetas. Los informes oficiales indicaron que 675 niñas que estaban matriculadas en escuelas primarias habían desertado durante el año en 2009 debido a matrimonio o compromiso, a diferencia de 18 niños. El 97.4% de los estudiantes que abandonan sus actividades educativas debido al matrimonio infantil son niñas.

### Salud y violencia sexual
Entre 2012 y 2014, se presentaron 90.483 casos en Turquía sobre la violación, el acoso sexual o la explotación de niñas menores de edad. Se informó que 17,000 niñas desaparecieron entre 2011 y 2014. Las causas principales de la muerte de niñas de 15 a 19 años en Turquía son complicaciones en el parto y el embarazo. Según Hacettepe research de 2013 respaldada por el gobierno turco, de mujeres entre 20 y 49 años, el 9,5% declararon haber dado a luz antes de los 18 años y el 0,8% dieron a luz antes de los 15 años. En los primeros seis meses de 2011, 300 niños dieron a luz solo en los hospitales de las provincias de Diyarbakır y Şanlurfa

## Marco legal
El matrimonio infantil está prohibido en Turquía y se castiga con pena de prisión para el hombre que se casa con una menor de edad y para los terceros que planean el matrimonio.  Sin embargo, hay una discrepancia en el marco legal con respecto al matrimonio infantil: la edad mínima para contraer matrimonio es de 15 años según el Código Penal turco, 17 (para ambos sexos) según el Código Civil turco y 18 según la Ley de Protección de la Infancia El Código Civil turco también mantuvo la edad mínima para contraer matrimonio de 15 años para las niñas hasta un cambio en 2002. Según los activistas, el marco legal no es el factor limitante en la lucha contra los matrimonios infantiles.
En 2016, el partido  islamista conservador Justicia y Desarrollo (AKP) intentó introducir una legislación que habría hecho que una violación infantil ya no sea punible si el perpetrador ofreciera casarse con su víctima; esta fue retirado después de una protesta pública contra lo que se vio ampliamente como un intento de "legitimar la violación y fomentar el matrimonio infantil".